# Navigazione Libera del Golfo
Navigazione Libera del Golfo (NLG) è una compagnia di navigazione italiana, nata nel 1953 dalla volontà delle famiglie Aponte e Savarese. Dal 2006 è gestita dalla famiglia Aponte, che effettua collegamenti marittimi con le maggiori isole dell'arcipelago Campano, con la penisola sorrentina, con la costiera amalfitana, con le isole Ponziane e con le isole Tremiti.

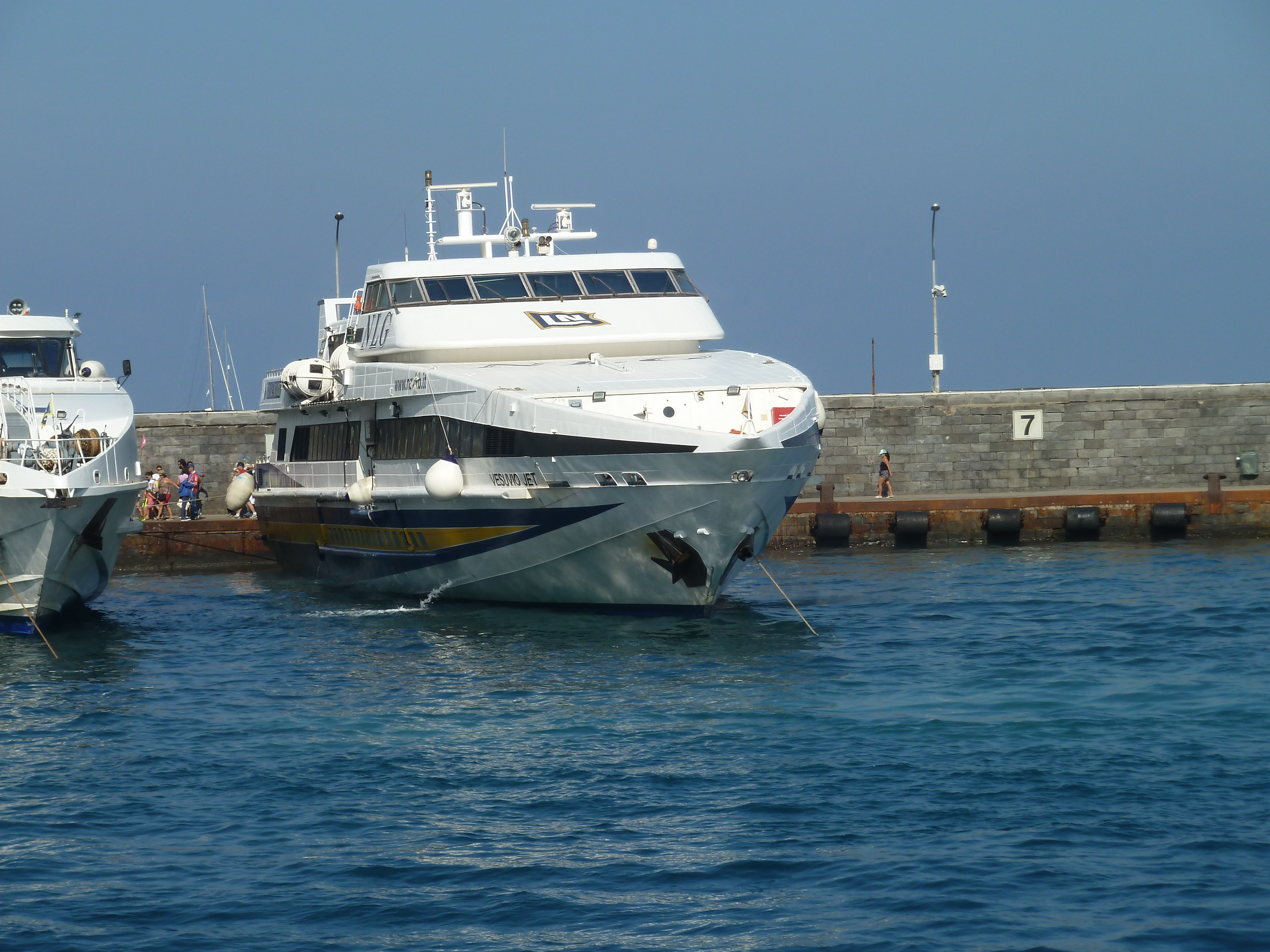
Il monocarena Vesuvio Jet ormeggiato a Capri

## Storia
La storia della società risale al 1953. Le prime imbarcazioni ad essere acquistate furono le motonavi Italia e Linda, la Santa Teresa, la Santa Lucia Luntana (costruita ex novo presso i cantieri Pellegrino di Napoli), la Santa Maria del Mare, la Santa Rita, il Pola; negli anni 70 il Patrizia e il Mergellina.
Nel 1981 nacque la NLG (Navigazione Libera del Golfo). La compagnia incrementò la flotta con moderni monocarena quali Sorrento Jet, Capri Jet, Amalfi Jet, Ischia Jet e Napoli Jet.
Nel 1999 entra in flotta il Superjet, capace di trasportare 560 persone
Nel 2003 vennero acquistati il Vesuvio Jet e il Tremiti Jet, anch'essi monocarena. Negli anni a venire, la flotta crebbe sempre più con l'acquisto del Salerno Jet e del Picasso e, nel 2007, di due catamarani SES (Zenit e Ponza Jet).
Nel gennaio del 2019 viene varato dal Cantiere Navale Vittoria nel suo stabilimento di Adria il nuovo traghetto veloce di Navigazione del Golfo il Jumbo Jet. Frutto di un investimento di 11 milioni di euro il mezzo è un monocarena di tipo semi-planante lungo 56 metri e largo 9, costruito interamente in alluminio e in grado di ospitare fino a 700 passeggeri, navigando a una velocità massima di 29 nodi. La sua propulsione è assicurata da tre motori diesel 4t, modello MTU (16V 4000 M63L) tarati a 2240 Kilowatt ciascuno e accoppiati a tre idrogetti Rolls Royce – Kamewa, modello 71S4.  «Cominciamo con Jumbo Jet – ha detto il presidente Nello Aponte – il rinnovo della flotta. Jumbo Jet è una delle unità veloci più grandi che entrerà in servizio nel Golfo di Napoli».
Dal 1º luglio 2021 per i successivi tre anni svolgerà servizi di trasporto marittimo sulla tratta Termoli-Tremiti in continuità territoriale per un importo di 12 milioni di euro.

## Flotta

### Flotta attuale
| Nome         | Tipo           | Anno di costruzione | Stazza (t) | Velocità (nodi ) | Capacità passeggeri | Capacità auto | Note                                                     |
| ------------ | -------------- | ------------------- | ---------- | ---------------- | ------------------- | ------------- | -------------------------------------------------------- |
| Santa Lucia  | Catamarano HSC | 1999                | 2369       | 36               | 790                 | 50            | Opera sulla Termoli San Domino "Tremiti"                 |
| Jumbo Jet    | Monocarena     | 2021                |            | 29               | 700                 | 0             |                                                          |
| Vesuvio Jet  | Monocarena     | 2003                | 491        | 35               | 450                 | 0             |                                                          |
| Superjet     | Monocarena     | 1999                | 497        | 32               | 550                 | 0             |                                                          |
| Tremiti Jet  | Monocarena     | 1994                | 496        | 34               | 450                 | 0             |                                                          |
| Napoli Jet   | Monocarena     | 1992                | 367        | 30               | 383                 | 0             |                                                          |
| Ponza Jet    | Catamarano SES | 1992                | 397        | 39               | 360                 | 0             |                                                          |
| Salerno Jet  | Monocarena     | 1992                | 391        | 30               | 400                 | 0             |                                                          |
| Amalfi Jet   | Monocarena     | 1991                | 353        | 28               | 393                 | 0             |                                                          |
| Sorrento Jet | Monocarena     | 1990                | 366        | 28               | 393                 | 0             | Ricostruito in seguito a un incendio nel porto di Vieste |
| Ischia Jet   | Monocarena     | 1989                | 411        | 27               | 394                 | 0             |                                                          |
| Capri Jet    | Monocarena     | 1988                | 366        | 30               | 393                 | 0             |                                                          |
| Picasso      | Motonave       | 2004                | 63,54      | 20               | 300                 | 0             |                                                          |

### Flotta del passato
- Italia
- Linda
- Santa Teresa
- Santa Lucia Luntana
- Santa Maria del Mare
- Santa Rita
- Pola
- Patrizia
- Mergellina
- Zenit

## Rotte
| Linea                          | Distanza in miglia nautiche | Tempo di percorrenza |
| ------------------------------ | --------------------------- | -------------------- |
| Napoli ↔ Capri                 | 16                          | 45 min               |
| Napoli ↔ Sorrento              | 14                          | 30 min               |
| Sorrento ↔ Capri               | 9                           | 20 min               |
| Capri ↔ Positano               | 12                          | 30 min               |
| Capri ↔ Amalfi                 | 19                          | 40 min               |
| Salerno ↔ Capri                | 26                          | 1 h 30 min           |
| Castellamare di Stabia ↔ Capri | 14                          | 30 min               |
| Terracina ↔ Ponza              | 28                          | 1 h                  |
| Termoli ↔ Tremiti              | 20                          | 40 min               |
| Vieste ↔ Tremiti               | 32                          | 1 h                  |